# Avtovo (stanice metra v Petrohradu)
Avtovo (rusky Автово) je stanice Petrohradského metra.

## Charakter stanice
Avtovo se nachází na Kirovsko-Vyborské lince. Stanice byla konstruována jako podzemní, podpíraná dvěma řadami sloupů, mělko (12 m) založená. Je proslavená díky svojí velmi bohaté výzdobě, sloupy i stěny jsou velmi dekorativní, osvětlení zajišťují lustry. Nástupiště je ostrovní, na jedné straně ukončené zdí a na druhé straně točitým schodištěm vedoucím do povrchového vestibulu. Ten je řešen jako zděná stavba čtvercového půdorysu s proskelnou kupolí a se sloupovým průčelím. Z vnitřní strany je v základně kupole umístěn nápis, věnovaný obráncům města při obléhání Leningradu, to se také stalo i tématem architektonického ztvárnění celé stanice. Byla otevřena jako z prvních; veřejnosti slouží už od 15. listopadu 1955.